# Xã Floyd, Quận Floyd, Iowa
Xã Floyd (tiếng Anh: Floyd Township) là một xã thuộc quận Floyd, tiểu bang Iowa, Hoa Kỳ. Năm 2010, dân số của xã này là 951 người.